# Cupa typica
Cupa typica là một loài nhện trong họ Thomisidae.
Loài này thuộc chi Cupa. Cupa typica được Friedrich Wilhelm Bösenberg & Embrik Strand miêu tả năm 1906.